# Xyris obtusiuscula
Xyris obtusiuscula là một loài thực vật hạt kín trong họ Hoàng đầu. Loài này được L.A.Nilsson miêu tả khoa học đầu tiên năm 1891.